# بیمارستان آلین
بیمارستان آلین (به انگلیسی: ALYN Hospital) بیمارستانی در اسرائیل است که در ۱۹۳۲ میلادی ساخته شد.